# Lars Winnerbäck
Lars Winnerbäck est un auteur-compositeur-interprète suédois de pop et folk rock, né le 19 octobre 1975 à Stockholm.

## Biographie
Lars Mattias Nilsson naît le 19 octobre 1975 à Stockholm. Il grandit à Linköping.
Il est marié à l'actrice norvégienne Agnes Kittelsen. Il a un fils.

## Parcours artistique
Il joue dans des groupes de punk rock au début de son adolescence.
Il fait ses débuts en solo en 1992.
Il signe sur Universal Music Group en 1998.
Il remporte cinq Grammis et quatre Rockbjörnen au cours de sa carrière.

## Discographie
- Dans med svåra steg (en), 1996
- Rusningstrafik, 1997
- Med solen i ögonen (en), 1998
- Kom (en), 1999
- Singel (album) (en), 2001
- Söndermarken (en), 2003
- Vatten under broarna, 2004
- Daugava (en), 2007
- Tänk om jag ångrar mig och sen ångrar mig igen (en), 2009
- Utanför, 2012
- Hosianna (album) (en), 2013
- Granit och morän 2016
- Eldtuppen (2019)
- Själ och hjärta (2022)

## Film documentaire
Øystein Karlsen, Winnerbäck - Ett slags liv (en), 2017, 90 min.